# Ester Claesson
Ester Laura Matilda Claesson (7 de junio de 1884 - 12 de noviembre de 1931) fue una pionera del paisajismo sueco y es considerada la primera arquitecta paisajista en Suecia.

## Biografía
Claesson terminó su escuela secundaria en Estocolmo en 1900, una época en la que no había arquitectas paisajistas con formación académica en Suecia. Había mujeres practicantes de jardinería, pero principalmente aquellas que ya tenían un jardín propio. Las que querían una educación profesional tenían que ir al extranjero, generalmente a Dinamarca, Inglaterra o Alemania. Como Claesson estaba interesada en la jardinería y la arquitectura, trabajó como jardinera en una granja en Tomarp, Skåne. Más tarde continuó su educación en Dinamarca, graduándose en 1903 en Havebrugs Höjeskole en Charlottenlund. 
Después de graduarse, Claesson trabajó como arquitecto paisajista para Paul Schultze-Naumburg en Alemania, y para el arquitecto Joseph Maria Olbrich en Darmstadt y Viena en Austria. La obra más importante de Claesson en Darmstadt fue una terraza con un jardín de rosas, un trabajo solicitado por el arquitecto austríaco Joseph Maria Olbrich para Julius Glückert, propietario de una fábrica de muebles de la ciudad.
En 1907, la revista semanal orientada a las mujeres Idun declaró la primera arquitecta paisajista de Claesson Suecia, y su trabajo artístico fue celebrado además por las revistas Deutsche Kunst und Dekoration en 1907 y The Studio en 1912. En 1913, Claesson regresó a Suecia y trabajó como arquitecto con Isak Gustaf Clason . Pronto comenzó su propio negocio y presentó las ideas de Olbrich en Suecia. Tomó sus influencias principalmente del movimiento de artes y oficios ingleses. 
Su jardinería estuvo influida por elementos arquitectónicos. Ella ganó notoriedad como arquitecta paisajista y estableció una cooperación con los arquitectos paisajistas Carl Westman, Isak Gustaf Clason y Ivar Tengbom. Durante la primera década del siglo XX, fue la arquitecta paisajista más conocida y publicada de Suecia.
En 1918, Claesson trabajó como arquitecto paisajista en Villa Brevik en Lidingö, al norte de Estocolmo. Gracias a su trabajo allí, se puso en contacto con el poeta sueco Erik Axel Karlfeldt, que vivía cerca y en 1921 Claesson diseñó el jardín de Karlfeldtsgården (la residencia de verano de Karlfeldt), al norte de Leksand, que todavía existe.

Claesson murió a los 47 años, al parecer de un disparo en el corazón, y fue enterrada el 22 de noviembre de 1931 en Norra begravningsplatsen.
- === Imágenes de trabajos de Ester Claesson ===

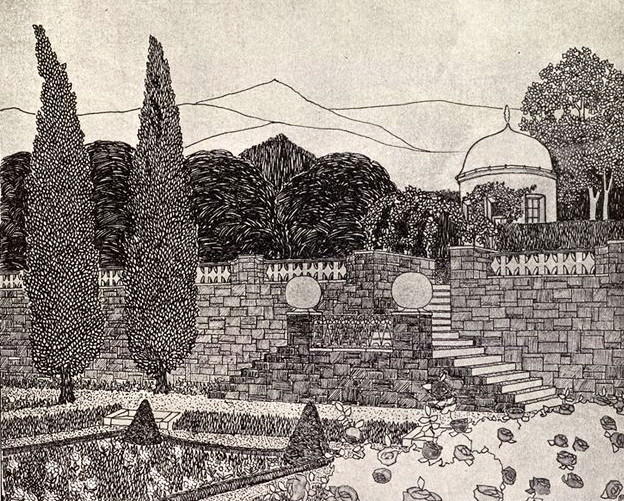
Terrasserad trädgård en The Studio, 1912
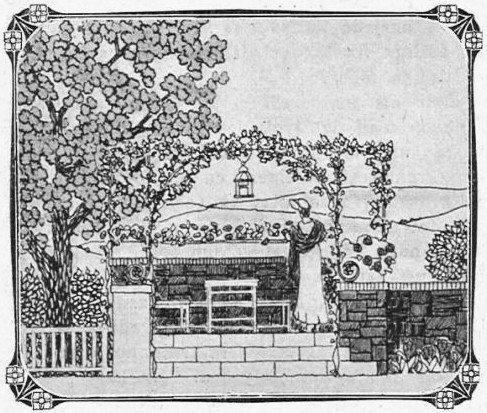
Muro de jardín con terraza en Idun, 1907
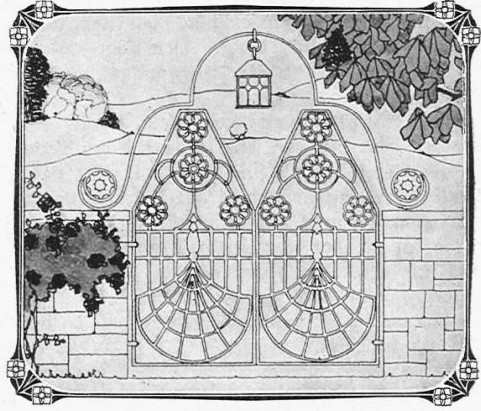
Puertas de jardín en Idun, 1907
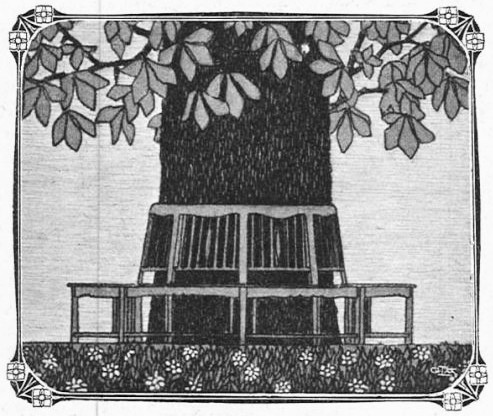
Banco de jardín en Idun, 1907

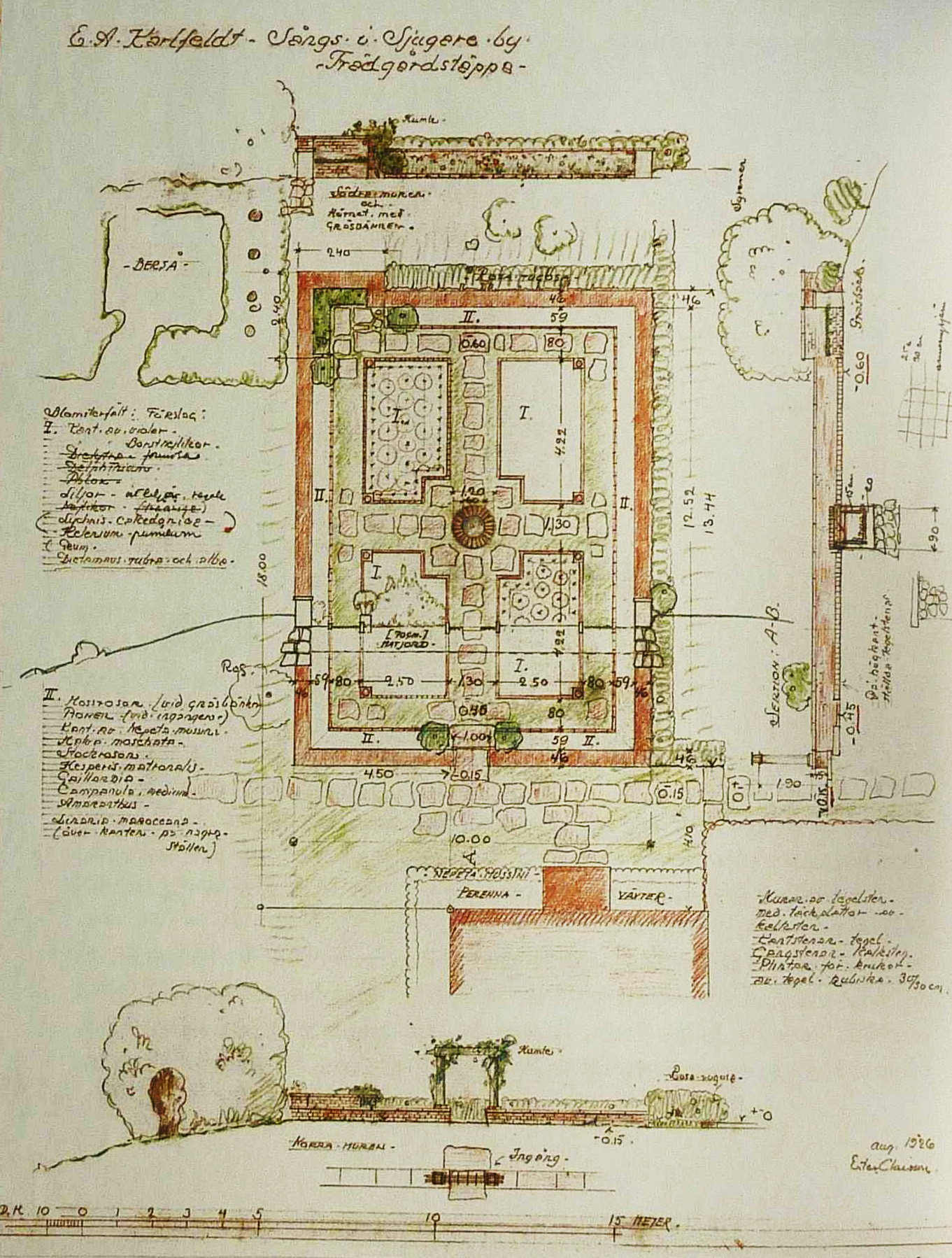
Dibujo del jardín de Karlfeldtsgården Sångs, 1926

## Trabajo
En 1914, Claesson y Harald Wadsjö participaron en el concurso de jardinería en Skogskyrkogården en Estocolmo. Su exposición conjunta Cumulus recibió el tercer premio. Que una mujer había recibido el tercer premio se hizo notar en Alemania.

Otras obras destacadas de Claesson incluyen su jardín en Ingelsta gård en 1917, en Adelsnäs en 1916–20 y el jardín Röda Bergen en Humleboet en 1925. Claesson y Karlfeldt crearon juntos un jardín en Karlfeldtsgården Sång con terrazas con vistas al lago Opplimen. Este jardín es el único trabajo paisajístico de Claesson que permanece en su estado original. 

Karlfeldtsgården Sångs garden
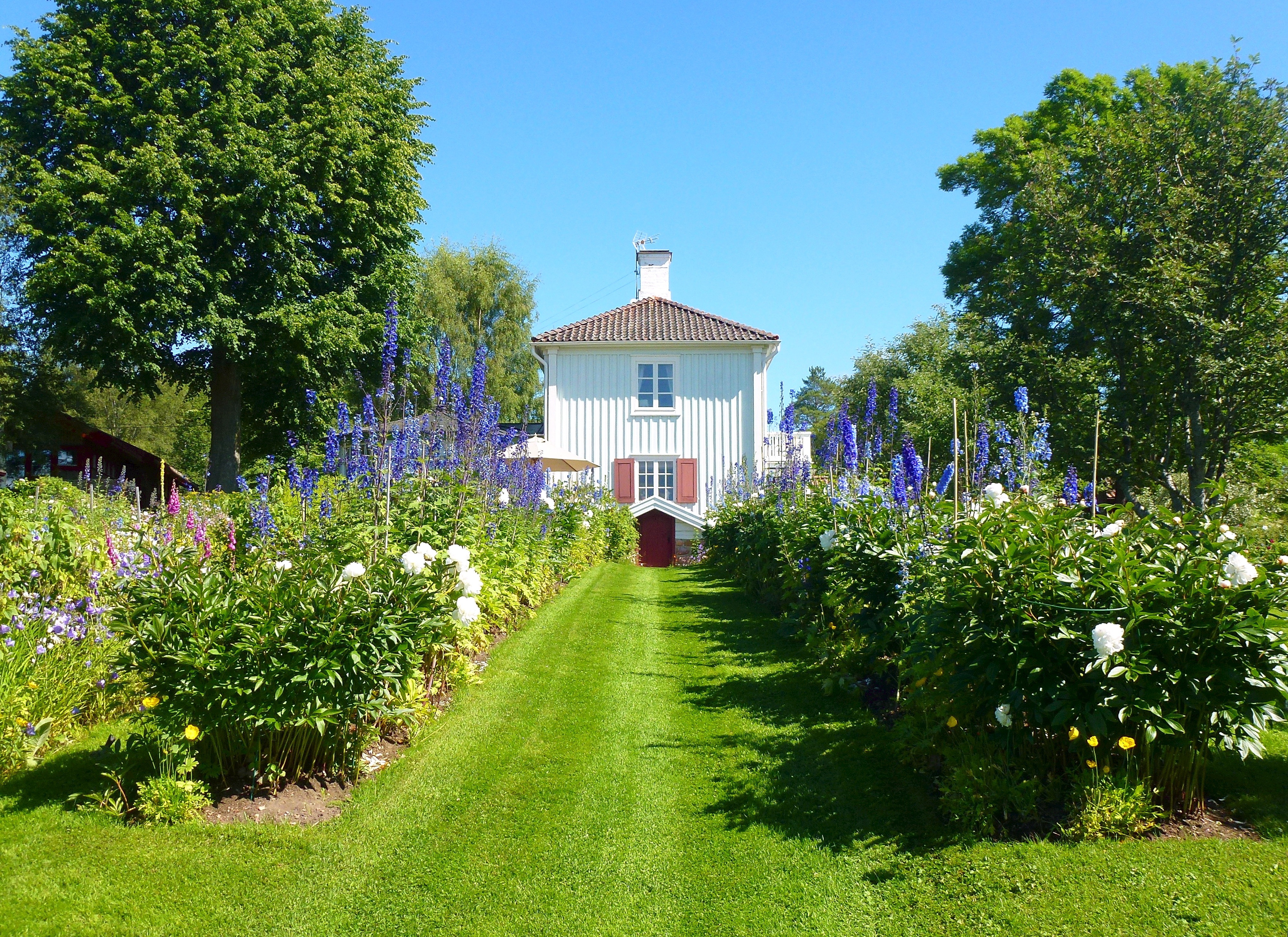
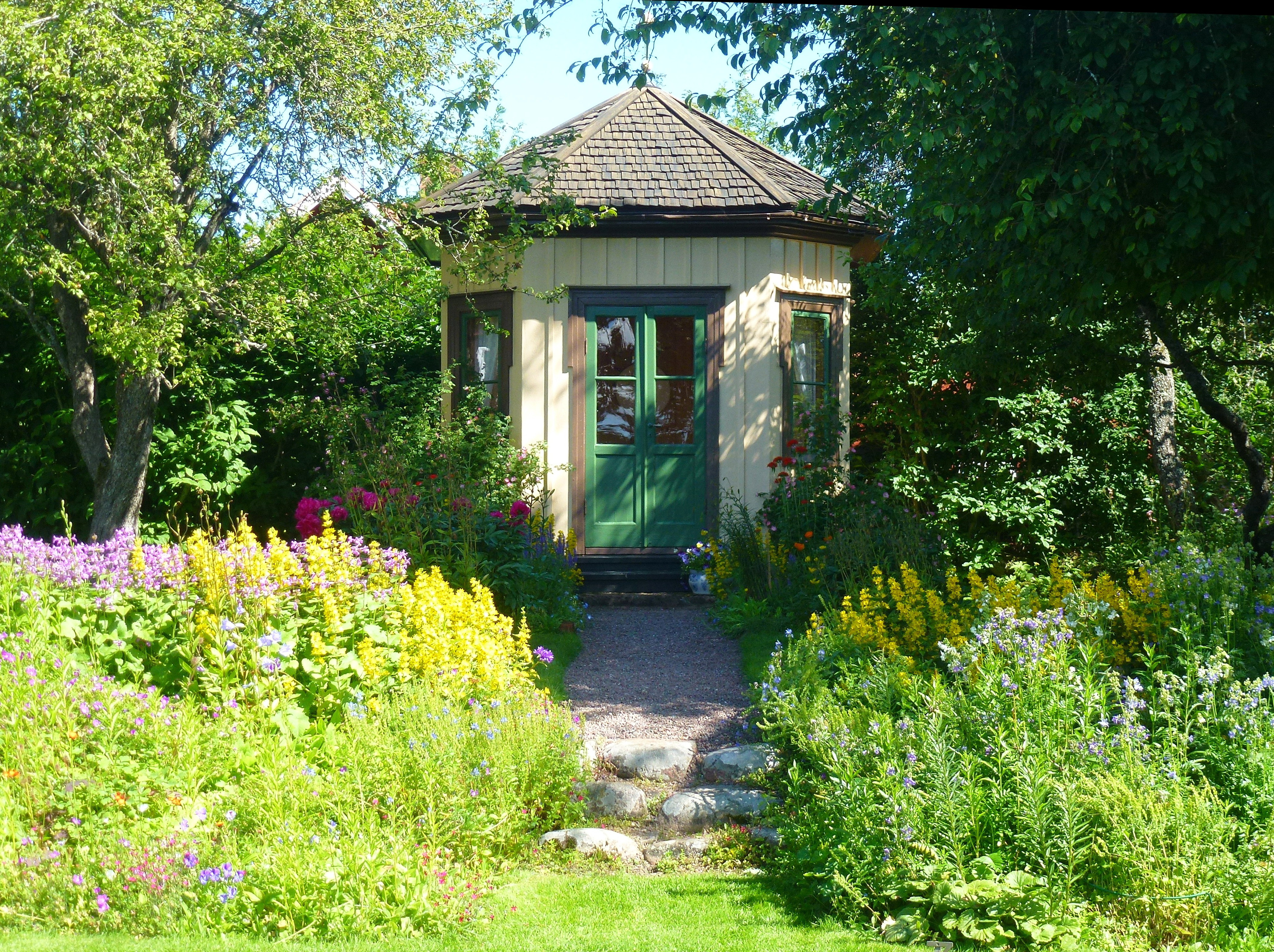
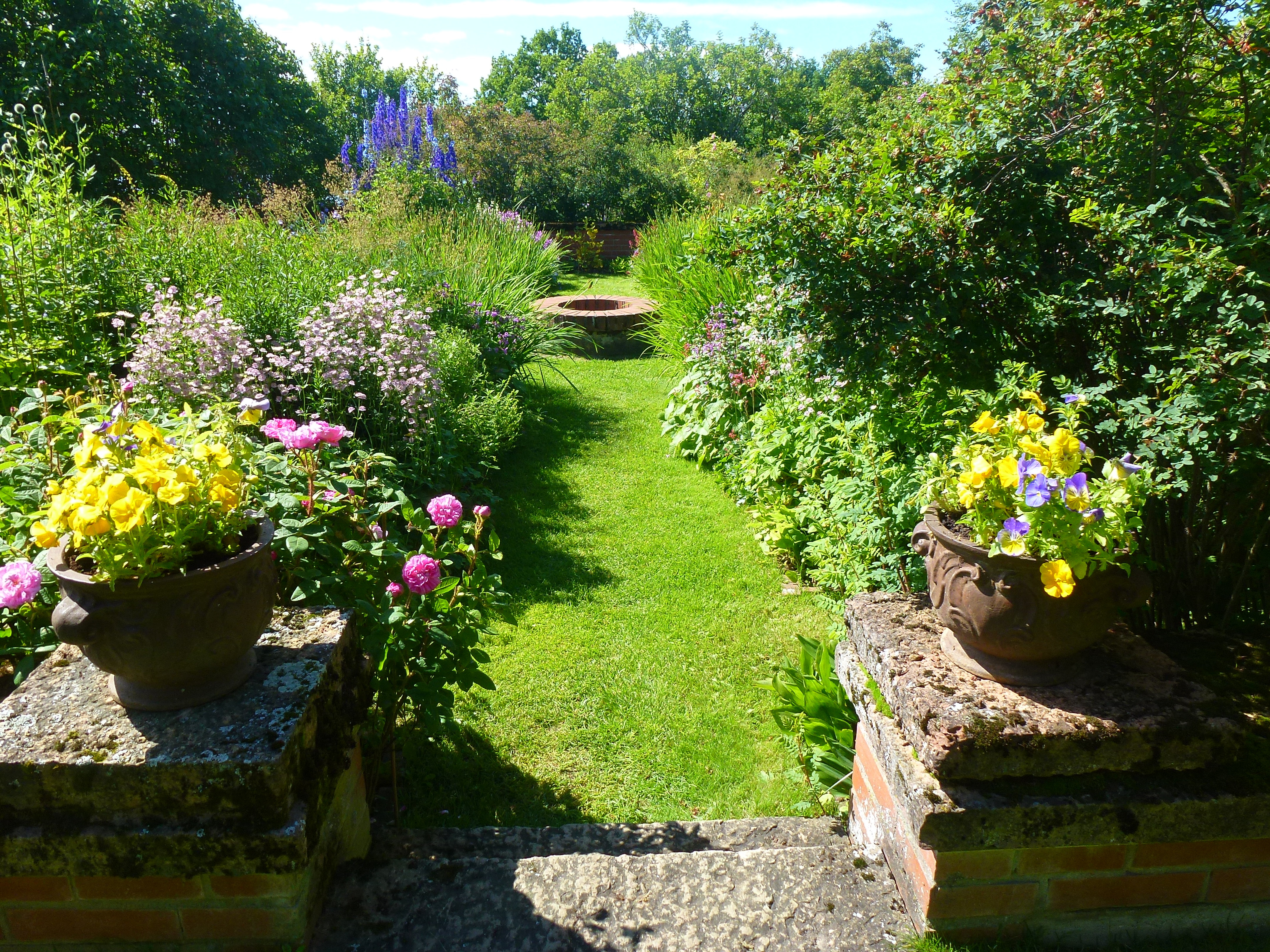
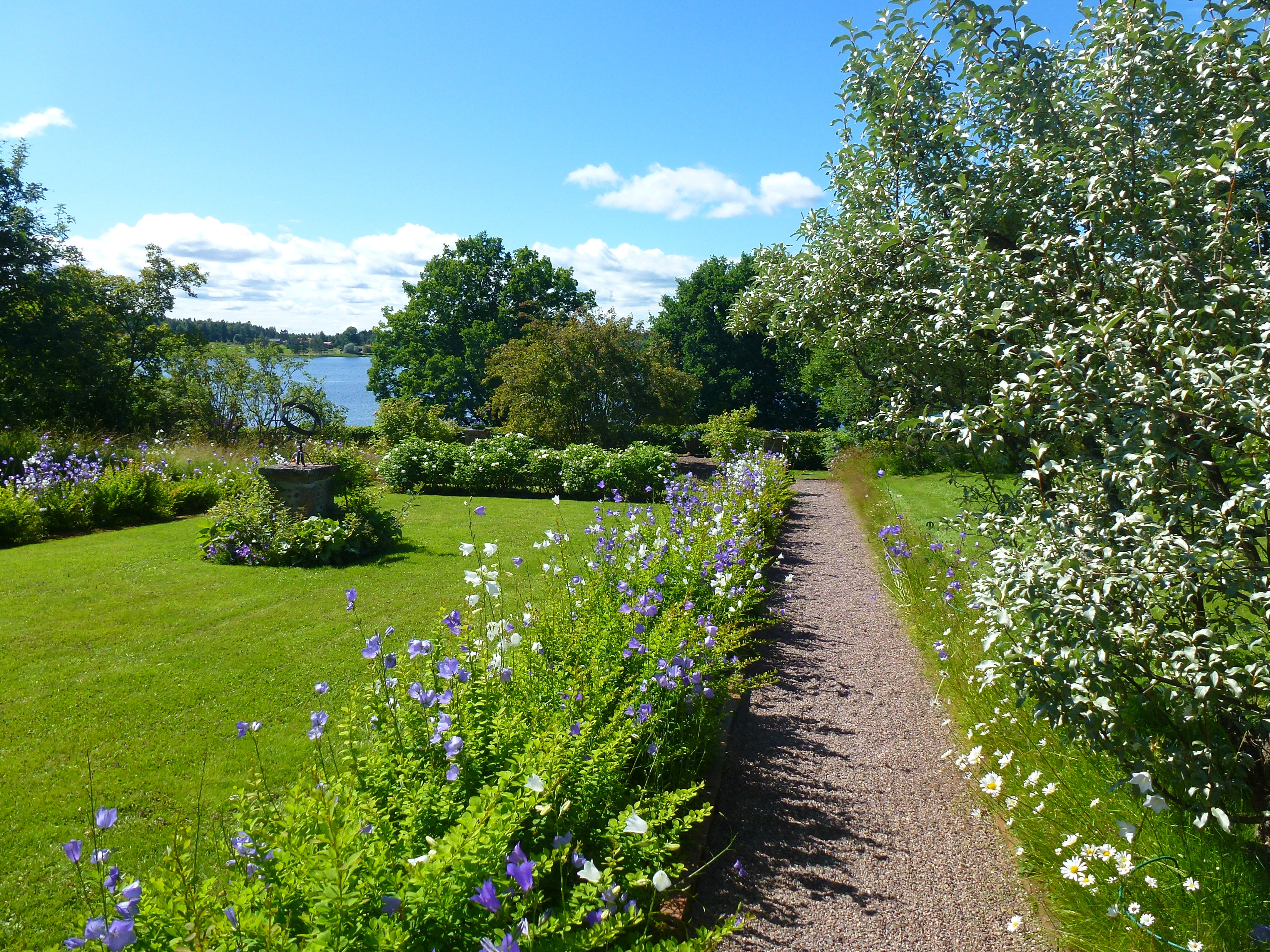